# The Dog

«El Perro» —título original en inglés: «The Dog»— es el tercer episodio de la primera temporada de la serie de televisión posapocalíptica, horror Fear the Walking Dead. En el guion estuvo cargo Jack LoGiudice y por otra parte Adam Davidson dirigió el episodio, que salió al aire en el canal AMC el 13 de septiembre de 2015 en los Estados Unidos y en Latinoamérica.

## Trama
Mientras se desata un motín afuera, una turba prende fuego a la tienda contigua a la barbería, obligando a los Salazar y Manawas a huir. El grupo llega al camión de Travis y escapa, pero no antes de que Griselda resulta herida por un andamio que se derrumba. Incapaz de llegar a un hospital, el grupo conduce a la casa de Madison, donde Nick, Madison y Alicia temporalmente huyen cuando el vecino zombificado Mr. Dawson intenta entrar, atraído por el perro ladrador que Nick había dejado entrar. Nick lleva a Madison y Alicia a la casa de los Tran al lado, donde toman una escopeta. Travis llega y es atacado por el Sr. Dawson, quien es asesinado a tiros por Daniel. Las tres familias deciden pasar la noche y evacuar por la mañana. Liza atiende el pie lesionado de Griselda, pero señala que Griselda morirá si no es tratada por un médico. Ofelia le dice a Daniel que deberían huir con Travis, pero Daniel insiste en que su familia puede sobrevivir sola y se unirá a su primo más tarde. A la mañana siguiente, cuando los Clark y Manawa comenzaban a alejarse, llega la Guardia Nacional eliminando a una zombificada Susan Tran vecina de los Clark y pone en cuarentena el bloque. Mientras Travis dice: "Va a mejorar", Daniel lamenta que sea "demasiado tarde", mientras observa a un guardia marca la casa vecina.

## Recepción
"The Dog" recibió críticas positivas de los críticos. En Rotten Tomatoes, obtuvo una calificación de 67% con un puntaje promedio de 6.26 / 10 basado en 24 comentarios. El consenso del sitio dice: "Si bien el horror apocalíptico de Fear the Walking Dead funciona bien en 'The Dog', el intento de desarrollo del personaje tiene resultados mixtos".
Matt Fowler de IGN le dio a "The Dog" una calificación de 7.8 / 10.0, la más alta de la serie en ese punto, indicando; "" The Dog "reunió a todos para que pudieran resolver las cosas, crear un pequeño conflicto y formar un nuevo plan de escape. La intervención militar al final se sintió como un gran cambio tonal, así que tendremos que vea cómo se desarrolla en los próximos episodios. A pesar del paisaje urbano en expansión, este ha sido un espectáculo algo íntimo y ahora se está abriendo de par en par."

### Audiencia
"The Dog" fue visto por 7.19 millones de televidentes en los Estados Unidos en su fecha de emisión original, casi un millón menos que el episodio anterior So Close, Yet So Far.